# 新疆风铃草
新疆风铃草（学名：Campanula albertii）是桔梗科风铃草属的植物。分布在中亚地区以及中国大陆的新疆等地，生长于海拔1,100米至2,500米的地区，多生长于山坡阴处、林中空地和干旱草地上，目前尚未由人工引种栽培。